# ハダニ
ハダニとは、節足動物門鋏角亜門クモ綱ダニ目ケダニ亜目ハダニ上科に属する動物の総称である。食植性であり、農業上の重要な害虫を含む。網を産生し、産雄単為生殖を行うものが一般的である。

## 名称
広義にはハダニ上科、狭義にはハダニ科を指す。英語ではSpider miteと呼ばれる。また農業害虫には赤色をしたハダニが多く、これが目立つためアカダニなどと呼ばれる。

## 特徴
体長は0.3～0.8mmで、雄より雌の方が大きい。吐糸管から糸を出すのが本科の特徴である。葉の上で一生を過ごし、時には何世代も同じ葉の上で経過することも珍しくない。個体群密度の上昇や葉の状態が悪化すると分散する。この際、糸を使って分散することもある。卵・幼虫・第一静止期・第一若虫・第二静止期・第二若虫・第三静止期を経て成虫になる。雄は単相であり、雌は未交尾で雄を産むことができる。そのため、巣内の血縁度が高く社会性をもつ種も見られる。雌は複相であり、通常、交尾しないと雌は生じない。但し、ニョゴツメハダニなど細胞内共生細菌の作用によって産雌単為生殖をする例外もある。

## 防除
体が小さく水滴に溺れるため、散水によって個体数を減少させることもできるが、ハダニ専用の殺ダニ剤を散布して駆除する。世代交代が比較的早く、薬剤抵抗性を獲得しやすい。総合的害虫管理の一環として、ローテーション散布、カブリダニなどの天敵を用いた防除法が実用化されている。